# 水田章雄
水田 章雄（みずた あきお、1973年7月11日 - ）は、大阪府出身の元プロ野球選手（投手）。2011年度より福岡ソフトバンクホークスの球団スタッフ。

## 来歴・人物

### プロ入り前
清教学園高校3年時の夏の大阪府大会では、4回戦で中村紀洋のいる大阪府立渋谷高等学校に敗れている。立命館大学では38回連続無失点を記録。リーグ戦通算5勝2敗。社会人野球の大和銀行では松下電器の補強選手で都市対抗野球に出場し、1998年の日本選手権では救援して勝利投手。1998年ドラフト5位指名を受け福岡ダイエーホークスに入団した。
後藤光貴（元西武、巨人）は社会人時代の同期であるが、同一社会人チームからは事前の了承を得ないと複数人の選手をドラフトで指名することができないというルールがあり、同じく1998年のドラフト会議で西武から指名される予定だった後藤が、水田が先に指名を受けたためプロ入りできないという事件があった。後藤は翌1999年のドラフト会議で西武の指名を受けてプロ入りしている。

### プロ入り後
1999年から初登板を果たし、7月11日の日本ハム戦で初先発初勝利を挙げた。
2000年は主に火消し役として登板し、防御率2.76という活躍を見せた。
2002年には相次ぐ先発投手の離脱で1軍復帰。即先発を任される。結局6試合の先発登板で3勝負けなし、防御率2.62とプロ入りして最高の成績を挙げ、翌年の先発ローテーション入りに名乗りを挙げた。
2003年は15試合に投げてわずか1勝（3敗）に終わりシーズンを通して1軍定着とはいかなかった。
2004年、抑え投手の不在から開幕直後から抑え役に抜擢されたが、精神面の弱さを露呈しわずか3セーブを挙げるに留まった。その後新人の三瀬幸司が抑えに定着し、またもシーズンを通して2軍暮らしを送る。同年10月21日、翌2005年5月26日には相次いで右ヒジ遊離軟骨除去手術を行い、2005年は一軍登板無しに終わる。
2007年、投手陣に不調や離脱が相次いだことで先発、中継ぎとしてフル回転。シーズン中盤以降はリリーフエースに定着し、20ホールドポイントを記録。プロ入り最多の45試合に投げ、防御率2.25という好成績を残した。
2008年は故障により中盤まで2軍暮らしが続き、8月17日に1軍昇格。15試合の登板にとどまった。
2009年はシーズン通して中継ぎとして働き、防御率3.19、11ホールドポイントと安定した成績をあげた。
2010年は、甲藤啓介や森福允彦らの台頭もあり、14試合の登板、防御率7.62に終わり、10月1日に戦力外通告を受けた。
引退後はホークスの打撃投手に就任した。その後も球団スタッフを務める。

## 選手としての特徴
最高150km/hの速球のほかに、カーブ、スライダー、フォーク、シュートが持ち球。

## 詳細情報

### 年度別投手成績
| 年 度      | 球 団                 | 登 板 | 先 発 | 完 投 | 完 封 | 無 四 球 | 勝 利 | 敗 戦 | セ 丨 ブ | ホ 丨 ル ド | 勝 率 | 打 者 | 投 球 回 | 被 安 打 | 被 本 塁 打 | 与 四 球 | 敬 遠 | 与 死 球 | 奪 三 振 | 暴 投 | ボ 丨 ク | 失 点 | 自 責 点 | 防 御 率 | W H I P |
| ---------- | --------------------- | ----- | ----- | ----- | ----- | -------- | ----- | ----- | -------- | ----------- | ----- | ----- | -------- | -------- | ----------- | -------- | ----- | -------- | -------- | ----- | -------- | ----- | -------- | -------- | ------- |
| 1999       | ダイエー ソフトバンク | 15    | 3     | 0     | 0     | 0        | 1     | 2     | 0        | --          | .333  | 151   | 32.2     | 38       | 2           | 19       | 1     | 0        | 28       | 0     | 0        | 21    | 19       | 5.23     | 1.74    |
| 2000       | ダイエー ソフトバンク | 14    | 0     | 0     | 0     | 0        | 0     | 0     | 0        | --          | ----  | 121   | 29.1     | 28       | 3           | 7        | 0     | 0        | 27       | 5     | 0        | 13    | 9        | 2.76     | 1.19    |
| 2001       | ダイエー ソフトバンク | 2     | 0     | 0     | 0     | 0        | 0     | 0     | 0        | --          | ----  | 22    | 5.0      | 6        | 0           | 1        | 0     | 0        | 3        | 0     | 0        | 3     | 3        | 5.40     | 1.40    |
| 2002       | ダイエー ソフトバンク | 6     | 5     | 2     | 0     | 0        | 3     | 0     | 0        | --          | 1.000 | 143   | 34.1     | 30       | 5           | 12       | 0     | 0        | 25       | 2     | 0        | 10    | 10       | 2.62     | 1.22    |
| 2003       | ダイエー ソフトバンク | 15    | 5     | 0     | 0     | 0        | 1     | 3     | 0        | --          | .250  | 210   | 43.0     | 50       | 8           | 29       | 0     | 3        | 29       | 1     | 0        | 36    | 33       | 6.91     | 1.84    |
| 2004       | ダイエー ソフトバンク | 14    | 0     | 0     | 0     | 0        | 3     | 3     | 3        | --          | .500  | 92    | 18.2     | 28       | 1           | 11       | 1     | 0        | 10       | 1     | 0        | 12    | 10       | 4.82     | 2.09    |
| 2006       | ダイエー ソフトバンク | 4     | 0     | 0     | 0     | 0        | 0     | 0     | 0        | 0           | ----  | 29    | 6.2      | 9        | 2           | 2        | 0     | 0        | 2        | 1     | 0        | 4     | 4        | 5.40     | 1.65    |
| 2007       | ダイエー ソフトバンク | 45    | 6     | 0     | 0     | 0        | 5     | 3     | 0        | 19          | .625  | 292   | 72.0     | 68       | 6           | 17       | 3     | 5        | 44       | 1     | 0        | 23    | 18       | 2.25     | 1.18    |
| 2008       | ダイエー ソフトバンク | 15    | 0     | 0     | 0     | 0        | 0     | 2     | 0        | 7           | .000  | 67    | 14.2     | 18       | 3           | 5        | 1     | 1        | 6        | 0     | 0        | 12    | 11       | 6.75     | 1.57    |
| 2009       | ダイエー ソフトバンク | 46    | 0     | 0     | 0     | 0        | 3     | 0     | 0        | 8           | 1.000 | 184   | 42.1     | 49       | 3           | 12       | 1     | 0        | 22       | 2     | 0        | 16    | 15       | 3.19     | 1.44    |
| 2010       | ダイエー ソフトバンク | 14    | 0     | 0     | 0     | 0        | 0     | 0     | 0        | 1           | ----  | 69    | 13.0     | 22       | 1           | 5        | 0     | 2        | 6        | 0     | 0        | 14    | 11       | 7.62     | 2.08    |
| 通算：11年 | 通算：11年            | 190   | 19    | 2     | 0     | 0        | 16    | 13    | 3        | 35          | .552  | 1380  | 311.2    | 346      | 34          | 120      | 7     | 11       | 202      | 13    | 0        | 164   | 143      | 4.13     | 1.50    |

- ダイエー（福岡ダイエーホークス）は、2005年にソフトバンク（福岡ソフトバンクホークス）に球団名を変更

### 記録
- 初登板：1999年6月23日、対日本ハムファイターズ14回戦（東京ドーム）、7回裏に3番手で救援登板、2回1失点
- 初奪三振：同上、7回裏に田口昌徳から
- 初先発・初勝利：1999年7月11日、対日本ハムファイターズ18回戦（福岡ドーム）、7回無失点
- 初完投勝利：2002年9月11日、対西武ライオンズ24回戦（西武ドーム）、9回3失点
- 初セーブ：2004年4月5日、対大阪近鉄バファローズ1回戦（大阪ドーム）、7回裏2死に4番手で救援登板・完了、2回1/3を無失点
- 初ホールド：2007年6月8日、対広島東洋カープ3回戦（広島市民球場）、8回裏に3番手で救援登板、1回無失点

### 背番号
- 44 （1999年 - 2010年）
- 106 （2011年 - 2013年）